# 單瑞龍

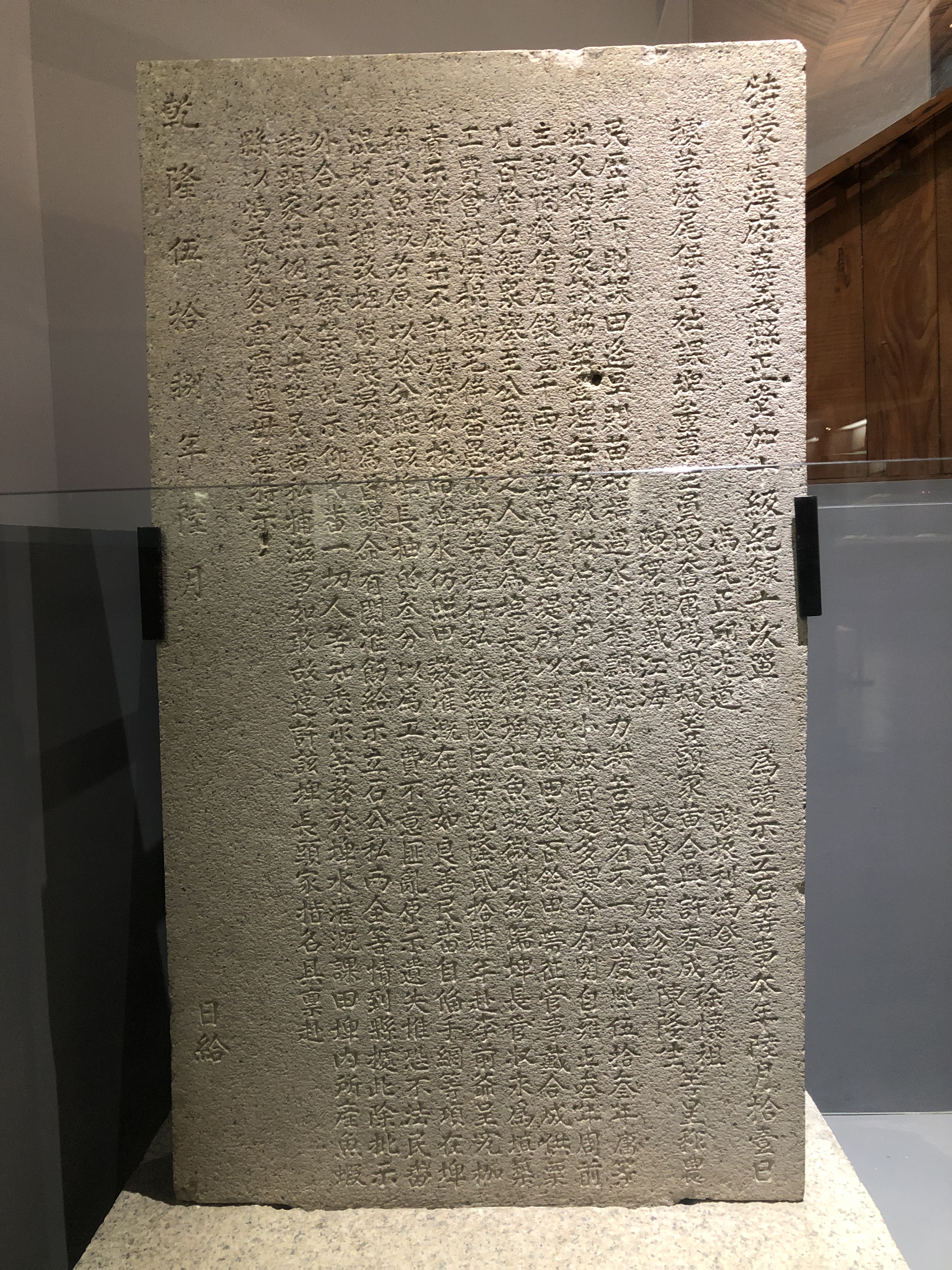
乾隆五十八年（1793年），時任嘉義縣知縣單瑞龍所立「嚴禁民番私捕埤水魚蝦碑記」。原件出土後現藏臺南市立博物館。

單瑞龍（？—？），字皞臣，浙江錢塘（今杭州）人，清朝官員。

## 生平
乾隆三十七年（1772年）壬辰科二甲進士。任福建同安縣知縣，因失察下屬吏員舞弊被革職，發往臺灣鎮總兵奎林處效力。乾隆五十六年（1791年）接替單去非，擔任臺灣府嘉義縣知縣。乾隆六十年（1795年）署彰化縣知縣。